# Rock Star (N.E.R.D)
Rock Star è un brano musicale del gruppo musicale statunitense N.E.R.D, estratto come secondo singolo dall'album In Search of.... Il brano è stato utilizzato nella colonna sonora dei film Un ciclone in casa e Blue Crush. La canzone è inoltre presente nella tracklist del videogioco Burnout Paradise.
Sono stati prodotti due video musicali per Rock Star: la prima è stata diretta dalla regista Diane Martel, mentre la seconda versione mai distribuita è stata diretta da Hype Williams.

## Tracce
1. Rock Star (Jason Nevins remix edit)
2. Rock Star (Formerly Rock Star Poser)
3. Rock Star (Nevin's Classic Club Blaster - edited mix)
4. Rock Star (video)

## Classifiche
| Classifica  | Posizione più alta |
| ----------- | ------------------ |
| Paesi Bassi | 74                 |
| Australia   | 32                 |
| Regno Unito | 15                 |